# 1945 en Tchéquie

## Événements

### Avril
- 4 avril : la Slovaquie est de nouveau rattachée à la République tchèque.
- 5 avril : proclamation de la Troisième République tchécoslovaque.
- 6 avril : Edvard Beneš, ancien président de la République et chef du gouvernement tchécoslovaque en exil, revenu au pays, a formé un gouvernement de coalition restaurant l'État tchécoslovaque.

### Mai
- 4 mai : début de l'offensive de Bohême par l'armée soviétique.
- 5-8 mai : insurrection de Prague. Elle débute par la prise de l'immeuble de radiodiffusion de Prague par la résistance et l'appel à la révolte au peuple tchèque.
- 6-11 mai : offensive de Prague.
- 7 mai : l'Armée Vlassov, stationnée à Prague et formée de soldats russes incorporés dans l'armée allemande, se retourne contre les Allemands mais est dans l'incapacité de libérer totalement la ville.
- 9 mai : Prague est libérée par les Soviétiques lors de l'offensive sur Prague
- 11-12 mai : Bataille de Slivice.
- 19 mai : Décret du président de la République sur la non-validité de certaines transactions sur des biens mobiliers et immobiliers durant la période de non-liberté et concernant la tutelle administrative des biens des ressortissants allemands, hongrois, traîtres et collaborateurs de certaines organisations et associations

### Juin
- 16 juin : Décret du président de la République sur le châtiment des criminels nazis, des traîtres et de leurs complices et sur les procès populaires extraordinaires
- 21 juin : Décret du président de la République sur la confiscation des biens immobiliers agricoles des Allemands et des Hongrois en tant que traîtres et ennemis des nations tchèque et slovaque

### Juillet
- 17 juillet : Décret du président de la République sur l'administration centralisée du peuplement intérieur.
- 20 juillet : Décret du président de la République sur le peuplement des terres des Allemands, Hongrois et autres ennemis de l'État par les agriculteurs tchèques, slovaques ou autres slaves.

### Août
- 2 août : Décret constitutionnel du président de la République sur le retrait de la citoyenneté tchécoslovaque des ressortissants des minorités allemande et hongroise.

### Octobre
- 26 octobre : publication du dernier des Décrets Beneš sur la confiscation des biens ennemis et sur les fonds de reconstruction nationale.